# Scindapsus mamilliferus
Scindapsus mamilliferus, або Scindapsus mamillifer — вид квіткових рослин із родини кліщинцевих (Araceae), роду Scindapsus. Це ліана, рідним ареалом якої є Борнео.